# Mecysmauchenius canan
Mecysmauchenius canan is een spinnensoort uit de familie Mecysmaucheniidae. De soort komt voor in Chili.